# Clausula
La clausula, in musica, è una diade o intervallo di terza simile ad un accordo musicale o ad una cadenza armonica ed era usata nella musica medioevale. Essa richiede almeno due voci in modo contrario.
Secondo Carl Dahlhaus (1990) "nel lontano XIII secolo il semitono era considerato un intervallo problematico non facilmente comprensibile".
In un semitono melodico nessuna "differenza era percepita fra il tono superiore e quello inferiore e viceversa. Il secondo tono non era considerato il traguardo del primo. Invece il semitono era evitato nella clausula perché era meno chiaro di un intervallo".
All'inizio del XIII secolo, le cadenze iniziarono a richiedere, in una voce, movimenti dal semitono e nell'altra movimenti di tono in senso contrario.
Nella forma polifonica antica dell'organum, la clausula è la sezione costruita sul melisma di una melodia gregoriana. Nell'organum ogni nota del gregoriano era solitamente trattata a valori molto lunghi e, per ogni nota di questo, il compositore poteva scrivere numerose note per la voce del duplum (in Perotinus anche un centinaio). Questo era però possibile solo se il tenor cantava un testo liturgico in stile sillabico, cioè se a ogni nota corrispondeva solo una sillaba. Se il tenor eseguiva melismi, esso aumentava la velocità di esecuzione per stare al passo con le voci superiori. Nella clausola quindi, il rapporto tra il tenor e le voci superiori subisce una drastica trasformazione, assumendo per lo più l'andamento omoritmico, tipico dello stile di discanto.
Le clausule avranno un ruolo importantissimo nella nascita del mottetto: in quanto melismi, le clausole erano prive di testo, per cui era difficoltoso per i cantori ricordare a memoria una melodia molto lunga priva di testo. Fu per questa ragione che presto i grandi melismi delle clausole vennero riempiti di testo, composizione che fu denominata mottetto.
Le prime clausole furono composte da Magister Leoninus nel Magnus Liber e risalgono al XII secolo. Le clausole, inizialmente a due voci, furono amplificate da Magister Perotinus qualche anno più tardi; le voci furono infatti aumentate da due a un massimo di quattro.
A partire dal Cinquecento il termine tende a sovrapporsi a quello di cadenza, ad indicare la formula melodica, più o meno standardizzata, che conclude una frase.